# Цимбал Петро Васильович
Цимбал Петро Васильович (1 травня 1952, с. Булаї,Погребищенський район, Вінницька область, УРСР) — доктор юридичних наук, професор, Заслужений юрист України . Адвокат з 1995 року.                                                   

## Життєпис
Народився 1 травня 1952 року в с. Булаї на  Вінничині. Навчався у Спичинецькій середній школи. Протягом 1969 - 1970 років працював учителем праці Булаївської восьмирічної школи. З 1970 по 1972 рік проходив строкову службу в лавах радянської армії.
У 1977 році закінчив історичний факультет Національний педагогічний університет ім. М.П. Драгоманова. У 1980 році закінчив юридичний факультет Київського державного університету ім. Т. Шевченка(нині Київський національний університет імені Тараса Шевченка.
З 1977 по 1997 роки працював на слідчій роботі в органах внутрішніх справ.
Поєднуючи практичну і наукову діяльність, у 1992 році захистив кандидатську дисертацію за спеціальністю 12.00.09 — кримінальний процес та криміналістика; судова експертиза на тему: «Удосконалення використання науково-технічних засобів при розслідуванні злочинів».
З 1992 по 1997 роки працював викладачем, старшим викладачем кафедри кримінального процесу Національної академії внутрішніх справ НАВС. Полковник міліції у відставці.
В 1977 році був звільнений з органів внутрішніх справ. Протягом 1997 року очолював кафедру теорії та історії держави і права, а з 1998 року і дотепер працює завідувачем кафедри кримінального права, процесу та криміналістики Національного університету державної податкової служби України.
У 2000 році за спеціальністю кримінальний процес та криміналістика; судова експертиза присвоєно вчене звання доцента, в 2007 році за цією ж спеціальністю присвоєні вчені звання старшого наукового співробітника та професора.
У 2010 році захистив дисертацію на здобуття наукового ступеня доктора юридичних наук за спеціальністю 12.00.09 — кримінальний процес та криміналістика; судова експертиза; оперативно-розшукова діяльність на тему: «Податкові злочини: виявлення, розкриття, розслідування».
Входить до складу Ради представників юридичних вищих навчальних закладів і наукових установ України.

## Нагороди
- відмінник освіти
- Нагороджений відзнакою ДПА України «Почесний працівник державної податкової служби України». Має класний
- чин радника податкової служби 1 рангу.
- звання «Заслужений юрист України» (2009)

## Основні наукові праці
- Енциклопедія судової експертизи / Н. І. Клименко,  В. П. Бахін, Т. В. Будко, П. В. Цимбал та ін.; за ред. проф. Н. І. Клименко. Ірпінь: Національний університет ДПС України, 2013. 184 с.

- Цымбал П.В., Бахин В.П., Карпов Н.С. Преступная деятельность: понятие, характеристика, принципы, изучение (монография). Под ред. професора П.В.Мельника, Киев, 2001, 275 с.

- Цимбал П.В., Барабаш Т.М. Предмет доказування у кримінальних справах про ухилення від сплати податків, зборів, інших обов’язкових платежів: Монографія. Ірпінь: РВВ Національна академія ДПС України, 2003.  190 с.
- Цимбал П.В., Шкарупа В.К., Чигрина Г.Л. Джерела доказів у кримінальних справах про ухилення від сплати податків, зборів, інших обовʼязкових платежів: Монографія. Ірпінь: РВВ Національна академія ДПС України, 2006. 196 с.
- Цимбал П.В. Податки, податкова система України, податкова злочинність: історія, теорія, практика: Монографія. Ірпінь, РВВ Національний університет ДПС України, 2007. 320 с.
- Цимбал П.В. Особливості виявлення, розкриття та розслідування - злочинів у сфері оподаткування: Монографія. Ірпінь: РВВ Національний університет ДПС України, 2009. 450с.
- Цимбал П.В. Попередження, виявлення розкриття та розслідування податкових злочинів: Монографія. Ірпінь: РВВ Національний університет ДПС України, 2009, 408 с.
- Цимбал П.В., Мельник П.В., Данкович Н.О. Профілактика правопорушень (кримінологічні та експертно-криміналістичні аспекти): [монографія]. Ірпінь, 2011, 170 с.
- Цимбал П.В., Мілевський О.П., Власова Г.П., Фрідман-Козаченко  М.М. Початковий етап досудового провадження у кримінальних справах про ухилення від сплати податків, зборів (обов’язкових платежів). Ірпінь, 2012, 238 с.
- Цимбал П.В., Шкелебей В.А., Азаров І.Ю., Котова А.А. Звільнення від кримінальної відповідальності у звʼязку з дійовим каяттям та примиренням винного з потерпілим у кримінальному провадженні: монографія. Ірпінь: Національний університет ДПС України.  2014.  214 с.
- Цимбал П. В., Цимбал Т. Я., Омельчук Л. В. Розслідування злочинів, пов’язаних із неналежним виконанням професійних обов’язків медичними працівниками: сучасний стан, проблеми та напрями удосконалення. Монографія. Ірпінь: УДФСУ.  2015.  234 с.
- Цимбал П. В., Дирдін М. Є., Власова Г. П., Грицюк І. В. Повторність у слідчій діяльності. Монографія. Ірпінь: Національний університет ДПС України, 2012.  180 с.
- Цимбал П. В., Ляшук О. М., Тарасенко О. В. Процесуально-правові засади міжнародного розшуку осіб, які вчинили кримінальне правопорушення. Монографія. Вінниця, 2017.  176 с.
- Завидняк В.І. за заг. Ред. Цимбала П.В. Особливості розслідування злочинів, вчинених проти інкасації грошових коштів, цінностей та цінних паперів. Монографія. Ірпінь, 2013. 179 с.
- Завидняк І.О., Цимбал П.В., Омельчук Л.В. Благодійні організації в Україні: адміністративно-правовий статус та шляхи його реформування. Монографія.  Ірпінь: Університет ДФС України, 2019. 192 с.
- Цимбал П. В., Завидняк І. О., Завидняк В. І., Тарасюк А. В. Проблеми методики розслідування кримінальних правопорушень, пов’язаних з ухиленням від сплати митних платежів. Монографія. Ірпінь: Державний податковий університет, 2022. 150 с.
- Цимбал П.В., Завидняк І.О., Завидняк В.І. Процесуальні аспекти міжнародного співробітництва при розслідуванні кримінальних правопорушень у сфері оподаткування. Монографія. Ірпінь: Університет ДФС України, 2021. 176 с.
- Цимбал П.В., Гарбовський Л.А., Сизоненко А.М. Кримінальний процес України: Навчальний посібник: Рекомендовано МОН України. Ірпінь, 2015. 428 с.
- Цимбал П.В., Сіренко О.В., Линник О.В., Антонюк А.Б. Актуальні питання судової експертизи (у питаннях та відповідях): Навчальний посібник. Ірпінь, 2019. 186 с.
- Цимбал П.В., Топчій В.В., Сіренко О.В., Калганова О.А. Теорія судових доказів. Навчальний посібник. Ірпінь, 2019.  82 с.
- Цимбал П.В., Кузьменко О.В., Антонюк А.Б., Омельчук Л.В. Криміналістика (у питаннях та відповідях). Навчальний посібник. Ірпінь, 2021.  414 с.
- Цимбал П. В., Лисеюк А.М.. Поняття та сутність публічно-правової охорони інформаційної безпеки. Європейський правничий часопис. Київ, 2023 №1. С. 21-26.
- Цимбал П.В., Кузьменко О.В., Антонюк А.Б., Омельчук Л.В., Тимошенко О.А. Судово-експертна діяльність в Україні: Навчальний посібник. Київ: ПВНЗ «Європейський університет», 2024. 188 с.
- Ganna Vlasova, Petro Tsymbal, Hanna Nikitina-Dudikova, Natalia Kharchenko, Iryna Soroka INTERNATIONAL COOPERATION IN THE INVESTIGATION OF SEXUAL CRIMES AGAINST CHILDREN // Revista Amazonia Investiga, Vol.10, №40 (2021), DOI: https://doi.org/10.34069/AI/2021.40.04.14 DOI: 10.34069/AI/2021.40.04.14
- «Development of Communicative Competencies During Integrated Analysis and Synthesis of a Text» / Stepan Postil, Nataliia Kozak, Natalia Zykun, Petrо Tsymbal & Hanna Vlasova // Studies in Media and Communication. Vol. 9, No. 2; pp 36-44. December 2021 ISSN: 2325-8071 E-ISSN: 2325-808X DOI: https://doi.org/10.11114/smc.v9i2.5385 Published by Redfame Publishing URL: http://smc.redfame.com https://redfame.com/journal/index.php/smc/article/ view/5385
- Valerii Bozhyk, Ganna Vlasova, Anzhela Stryzhevska, Petro Tsymbal Business criminal investigation: Foreign experience and legal regulation in Ukraine. Social & Legal studios /Vol. 6, No. 4, 2023, Pages 48-57 https://doi.org/10.32518/sals4.2023.48